# 马鞍街道 (绍兴市)
马鞍街道，原为马鞍镇，是中國浙江省紹興的一個鎮，2019年10月15日，撤镇设街道。位于钱塘江南岸入海口。因内有一山，其山背如马鞍状，得名马鞍山，而得名马鞍镇。改革开放以前，称马鞍公社。2019年中国百强乡镇第33名。
估计人口约为2万人，镇政府设在园架桥村。有镇中学一所，中心小学一所，另有若干小学。滨海开发区是2000年以后设立的开发区，以纺织印染等轻工业为主。

## 行政区划
马鞍街道现辖：
东街社区、西街社区、飞跃社区、钱江社区、华阳社区、前进闸社区、永久塘社区、新闸社区、东联社区、皋联社区、镜海社区、寺桥村、童家塔村、国庆村、新围村、大鱼山村、湖安村、宝善桥村、山外村、亭山桥村、新二村、飞跃闸村、长虹闸村和滨海居民社区。